# 황지기

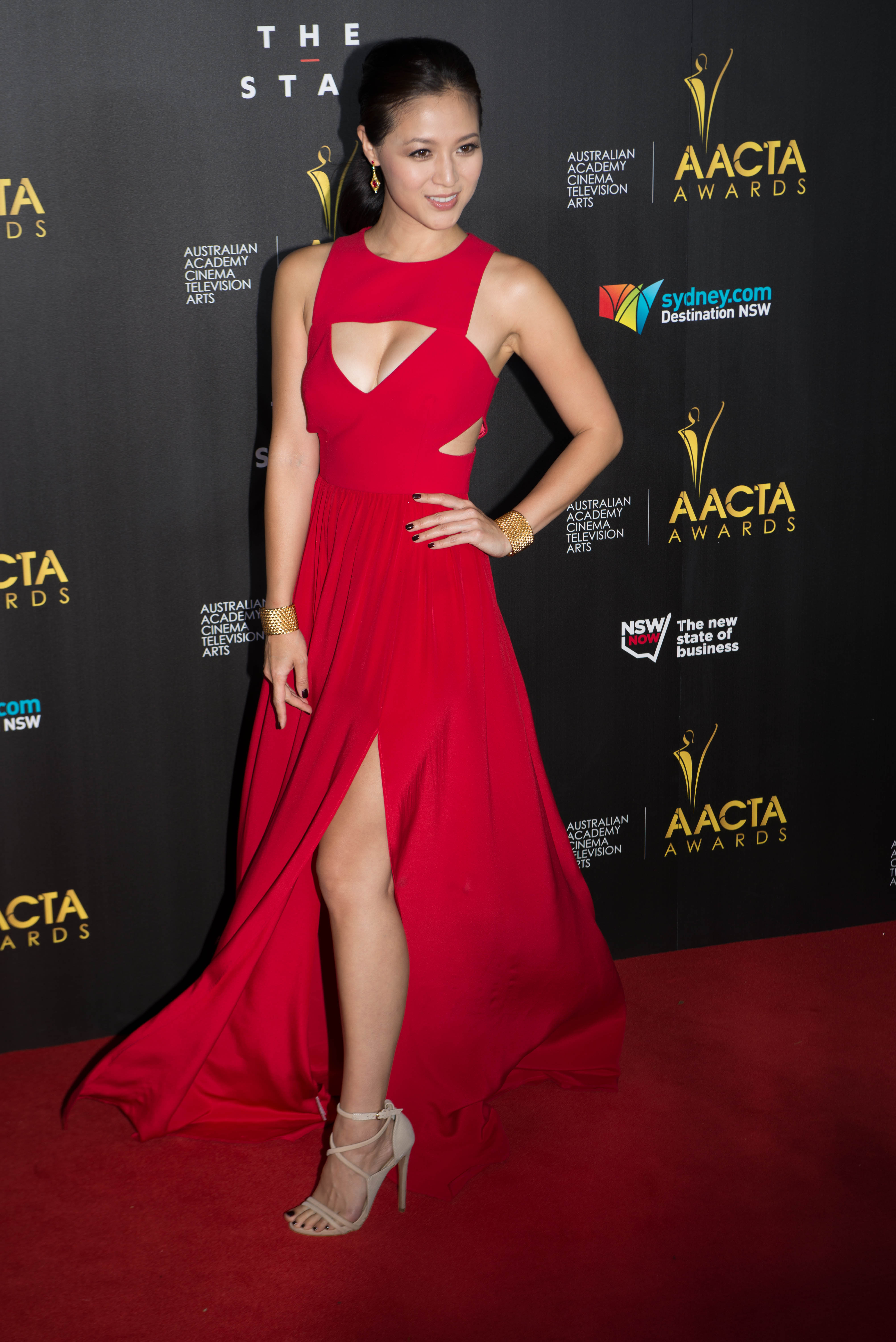

황지기(Grace Huang, 1983년 1월 1일 ~ )는 오스트레일리아의 배우이다.
시드니에서 태어났다.

## 방송
- 명양사해

## 영화
- 행성탈출: 반란의 서막 (2016년) - 잔디 역
- 인디펜던스 데이: 리써전스 (2016년)
- 인피니: 에이펙스의 비밀 (2015년) - 클레어 그리니치 역
- 자스민 (2015년)
- 로스트 포 워즈 (2013년) - 안나 역
- 콜드 워 (2012년)
- 블러드트라프픽 (2011년)
- 철권을 가진 사나이 (2011년)
- 전구열련 (2011년) - 버니 역
- 붉은 대지 (2010년)
- 절청풍운 (2009년)